# Alsóvárosi református templom (Marosvásárhely)
Az alsóvárosi református templom Marosvásárhely külvárosában, a nagyrészt panelházakból álló Kövesdomb aljában áll. A református gyülekezet, habár már 1957-ben önállósult a belvárosi Vártemplomtól, csak 1988-ban kezdhette meg a nagy befogadóképességű templom építését, mivel a romániai szocialista vezetés ellenezte az egyházi ingatlanok építését. Az egyházközség területéhez tartozik a Kövesdomb egy része, illetve Marosvásárhely alsó fele, amit panelek és kertes házak alkotnak.

## Testvérgyülekezetek
- Mezőméhes, Románia
- Kunszentmiklós, Magyarország
- Schoonhoven, Hollandia